# Владислав (кнез)
Владислав је био легендарни нећак и наследник кнеза Борне у Приморској Хрватској. Владао је као кнез овом територијом од фебруара 821. до ca. 835. године.
Већину информација о Владиславу имамо из „Летописа франачких краљева“ где се говори о смрти Борне. Не може се тачно рећи до које године је владао, међутим већина историчара наводе годину 835 као приближан крај његове владавине. Оно што се поуздано зна јесте да је кнез Владислав био владар од Нина и лојални вазал франачког цара Лотара I.